# Agrostis turrialbae
Agrostis turrialbae är en gräsart som beskrevs av Carl Christian Mez. Agrostis turrialbae ingår i släktet ven, och familjen gräs.
Artens utbredningsområde är Costa Rica. Inga underarter finns listade i Catalogue of Life.